# スケアクロウ (バットマン)
スケアクロウ（Scarecrow）、ジョナサン・クレーン（Jonathan Crane）は、DCコミックスの出版するアメリカンコミック『バットマン』に登場する架空のスーパーヴィラン。ボブ・ケインとビル・フィンガーによって創造され、“World's Finest Comics“ #3（1941年）に初登場した。スケアクロウはバットマンの最も永続的な敵の一つである。

## 概要
ボブ・ケインとビル・フィンガーによって創造され、“World's Finest Comics“ #3に初登場した。ジョナサン・クレーン博士は心理学、精神医学の教授であり、様々な薬物、毒素を利用して恐怖症を発症させる。名前はスリーピー・ホロウのイカボット・クレーンから取られた。
初登場後、永らく忘れられたキャラクターだったが、ガードナー・フォックスとシェルドン・モードッフによって描かれた“Batman“ #189（1967年2月）に再登場して以降、主要なバットマンのヴィランになる。
“DC animated universe”ではヘンリー・ポリック2世とジェフリー・コムズ、“Batman: Arkham“シリーズではダイノー・アンドレード、GOTHAM/ゴッサムではチャーリー・ターハン、クリストファー・ノーランのダークナイト・トリロジーではキリアン・マーフィーが演じた。
IGNの“Top 100 Comic Book Villains of All Time”（コミックブックのヴィラントップ100）では、スケアクロウは58位にランクインした。

## 歴史
ケインとフィンガーは“World's Finest Comics“ #3のためにスケアクロウを導入した。“Batman“ #189以降、このキャラクターは定期的に登場するバットマンのヴィランになる。
1986年のマルチ・タイトル・イベント“Infinite Earths“でリブートされ、“Batman Annual“ #19、“Batman/Scarecrow: Year One”でキャラクターのオリジンストーリーは拡大された。この物語ではクレーンはコウモリに恐怖を抱いており、それに取り付かれている事が明らかにされた。クレーンは幼児期と青春期を通していじめられていた。18歳の頃、いじめっ子のボー・グリッグスに恥をかかされ、チアリーダーのシェリー・スクエアに拒絶された後、クレーンは案山子の衣装を着て学校の駐車場で銃を振り回してプロムに復讐する。そして、グリッグスとスクエアを自動車事故にあわせた（グリッグスは半身不随になり、スクエアは死亡した）。
恐怖に対する強迫観念からクレーンは精神科医になり、アーカム・アサイラムで患者に恐怖を引き起こす実験を行った。クレーンはゴッサム大学の心理学の教授であり、恐怖症の研究を専門としていた。彼は誤って生徒を負傷させ、仕事を失う。彼は解雇を担当する教授を復讐のために殺害して犯罪者になる 。また、クレーン自身も幼少期に父親から虐待も同然の人体実験を受けており、それが原因でクレーンは恐怖に怯える気弱な少年時代を過ごす羽目になり、後のスケアクロウとしての活動の起因になったと言える。
また、鳥恐怖症でもあるのだが、唯一カラスだけは恐怖の対象になっていないらしく、「ナイトメア」と名付けたカラスを飼っている。
ジェフ・ローブとティム・セールの物語ではスケアクロウはより狂った犯罪者として描かれている。マザー・グースの童謡を歌う習慣があり、10代の頃に自身を育てた狂信的な祖母を母の日に絞め殺した。
2004年の“As the Crow Flies“では、ペンギンに雇われるも、敵対しているマフィアやギャング達の勢力を取り込む為の陰謀に利用されてしまう。リンダ・フリータワー博士によって「スケアビースト（Scarebeast）」という残忍な怪物に突然変異してしまった。スケアビーストは巨体と怪力を持ち合わせる上に、幻覚ガスを自力で発生させる事ができる厄介な存在であったが、バットマンに精神安定剤を注射されて元の姿に戻った。しかし、完全に元に戻ってはおらず、以降も何らかのきっかけで、スケアクロウ自身の意思に関係なく、スケアビーストの姿に変貌しては暴れまわっている。

## 他のメディア

### 映画
『バットマン ビギンズ』
演 - キリアン・マーフィー | 日本語吹替 - 遊佐浩二（ソフト版）、関俊彦（日本テレビ版）、内田夕夜（フジテレビ版）
マフィアと手を結ぶ精神科医。犯罪者を精神異常と診断して自らの勤務するアーカム・アサイラムに入院させ、司法から遠ざける役割を担っている。裏では患者を被験体にした非道な人体実験も行っている。腕にガスの噴出装置を仕込んでおり、マスクはガスの防護と幻覚による恐怖心を煽る。
「影の同盟」と繋がりがあり、恐怖させる特殊な幻覚剤を含んだ幻覚ガスを秘密裏に製造して「ラーズ・アル・グール」の命令でゴッサム・シティの下水道に流し込んでいた。その目的の為にカーマイン・ファルコーニと協力関係を結んでいたが、彼から脅迫されたため、ガスを吸わせて再起不能にしている。バットマンとは劇中二度対決しており、一度目はバットマンにガスを吸わせて錯乱させた上にガソリンを撒いて火を放ち、返り討ちにしている。二度目の対決で自らガスを吸引させられ、スケアクロウという言葉を繰り返しながら錯乱状態で警察に投獄されたが脱獄する。拘束着にカカシのマスク姿で警官隊の馬を奪い取り、スケアクロウを名乗る。レイチェル・ドーズをガスの幻覚で追い詰めるがスタンガンで撃退された。
『ダークナイト』
演 - キリアン・マーフィー | 日本語吹替 - 遊佐浩二（ソフト版）、諏訪部順一（テレビ朝日版）
マフィアと麻薬を取引する。幻覚ガスを改良して薬物として売っていたため、マフィアの顧客が精神異常を起こしていた。最後はバットマンに逮捕される。
『ダークナイト ライジング』
演 - キリアン・マーフィー | 日本語吹替 - 遊佐浩二（ソフト版）
ベインが崩壊させたゴッサムシティの裁判官。市民軍が捕らえてきた被告人に「死刑」か「追放」の2択を迫る（追放は薄氷の川を渡らせる刑であり、高確率で死亡する）。その後のスケアクロウの動向は不明。

### ドラマ
『GOTHAM/ゴッサム』
演 - チャーリー・ターハン | 日本語吹替 - 寺島惇太
ジェラルド・クレインの息子。
父親のジェラルドは、ジョナサンに“恐怖を克服する薬”を打った後、ゴードンに射殺される。自身はジェラルドに打たれた薬の影響で気が狂ったため、アーカムアサイラムに入れられる。
その後、ペンギンの犯罪許可証制度に反抗する強盗団によってアーカムから連れ出され、恐怖ガスを作らされる。
強盗団によって、自身の恐怖の対象である案山子と一緒に部屋に閉じ込められるが克服し、その案山子の格好をして「スケアクロウ」を名乗るようになる。アーカムへ行って自身を強盗団へ差し出した所長に恐怖ガスをかけて狂気に陥らせる。その後、アーカムの患者達を独房から出し、父親を殺したゴードンが来たため復讐しようとするが失敗し再びアーカムに入れられる。
ジェロームとテッチの2人とアーカムを脱走し、ジェロームに頼まれた笑気ガスを作り、飛行船からゴッサムに散布しようとするが、セリーナに阻止される。
無法地帯と化したゴッサムでは、部下を率いてゴッサム市警の食料を奪うなど、犯罪の限りを尽くす。

### アニメ
『バットマン』
ゴッサム大学を解雇された恨みをはらすために恐怖ガスを利用している。デザイン変更後は首に縄を巻いている。
声優は当初はヘンリー・ポリス二世。“The New Batman Adventures“からはジェフリー・コムズ。日本語吹き替えは納谷六朗。
『バットマン ゴッサムナイト』
バットマン ゴッサムナイトはバットマン ビギンズとダークナイトの間に位置する物語であり、4話の「闇の中で」に登場する。服装はコミックブックに近い姿になっている。
姿を消した後は幻覚ガスを使い自身の信者を作り、地下下水道に潜伏していた。人体実験により幼い頃から薬物を投与し続けたキラークロックを操り教会の教皇を誘拐する。信者たちの前で教皇を処刑しようとするがバットマンに阻止される。
声優はコーリー・バートン。

### ゲーム
『バットマン アーカム・アサイラム』（2010年）
声 - ディーノ・アンドレイド (Dino Andrade) 
『バットマン アーカム・ナイト』（2015年）
声 - ジョン・ノーブル
『インジャスティス2』（2017年）
声 - ロバート・イングランド
対戦型格闘ゲーム。プレイアブルキャラクターとして登場している。